# Sporopollenina
La sporopollenina è un polimero biologico tra i più inerti e resistenti che si conoscano. 

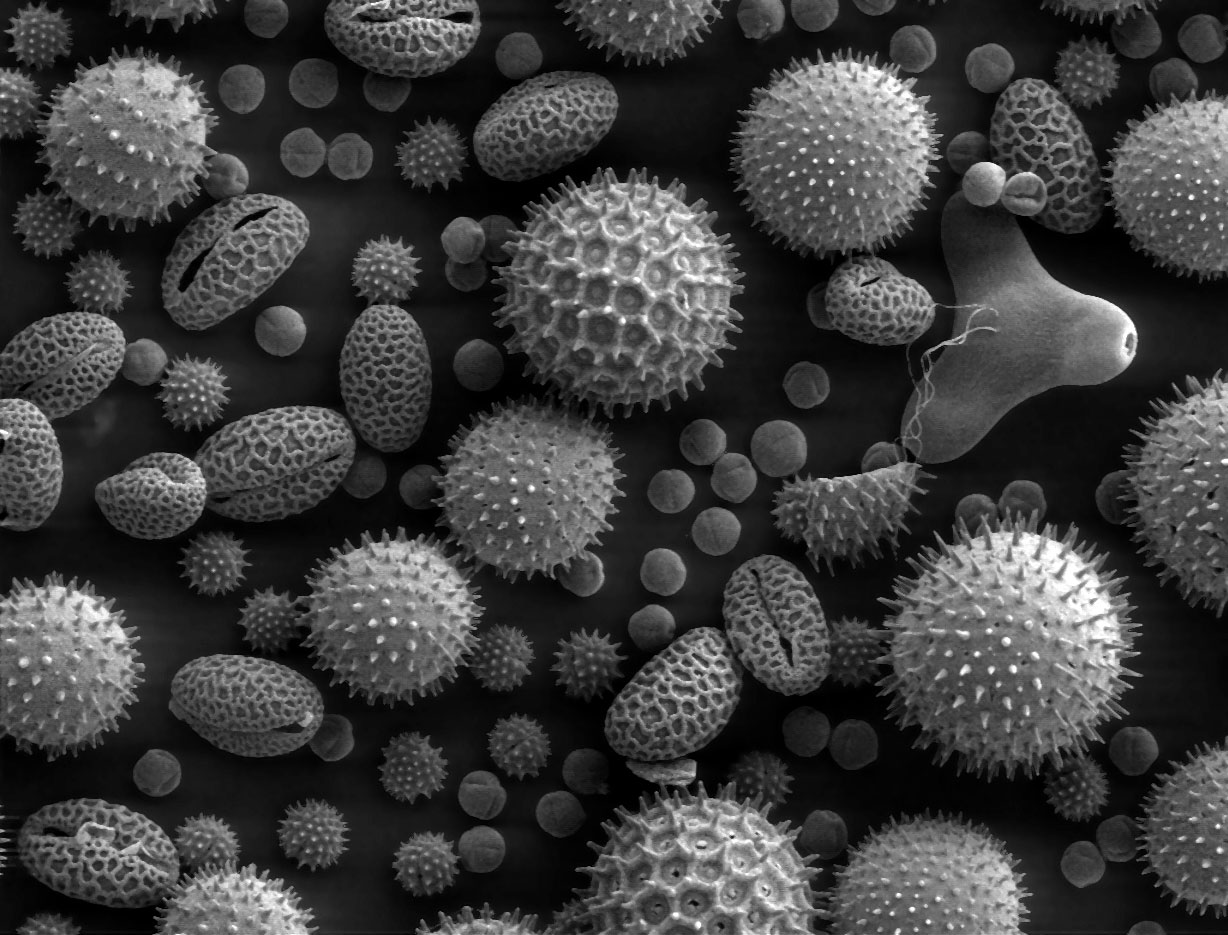
Pollini al SEM

È un componente importante della parete esterna (esina) dei granuli di polline. 
È chimicamente molto stabile e di solito è ben conservata nei suoli e nei sedimenti, consentendo di fornire informazioni utili ai palinologi sulle popolazioni vegetali del passato.
I pollini sono dispersi da molti fattori ambientali diversi, come il vento, l'acqua o gli animali. Se le condizioni sono adatte, le loro pareti impregnate di sporopollenina possono persistere nella documentazione fossile per centinaia di milioni di anni, poiché la sporopollenina è resistente alla degradazione chimica da parte di sostanze chimiche organiche e inorganiche.
La sporopollenina si trova anche nelle pareti cellulari di diversi taxa di alghe verdi, tra cui Phycopeltis e Chlorella.

## Composizione chimica
La composizione chimica della sporopollenina è stata a lungo sfuggente a causa della sua insolita stabilità chimica e resistenza alla degradazione da parte di enzimi e reagenti chimici forti (tra l'altro è in grado di resistere all'acetolisi, ovvero all'attacco con acidi forti). 
Le analisi hanno rivelato una miscela di biopolimeri, contenente principalmente acidi grassi a lunga catena, fenilpropanoidi, fenoli e tracce di carotenoidi. Gli esperimenti hanno dimostrato che la fenilalanina è un precursore importante, ma contribuiscono anche altre fonti di carbonio. È probabile che la sporopollenina derivi da diversi precursori che sono chimicamente collegati per formare una struttura rigida. 
Nel 2019, i ricercatori del MIT hanno determinato, tramite la degradazione della tioacidolisi e la risonanza magnetica nucleare (RMN) allo stato solido, la struttura molecolare della sporopollenina di pino. Questa è composta principalmente da unità di alcol polivinilico insieme ad altri monomeri alifatici, tutti collegati attraverso una serie di legami acetalici. 
La microscopia elettronica mostra che le cellule del tappeto che circondano il granulo pollinico in via di sviluppo all'interno dell'antera e che producono l'esina hanno un sistema secretorio altamente attivo contenente globuli lipofili. Si ritiene che questi globuli contengano i precursori della sporopollenina. 
La sporopollenina è una sostanza che ha la capacità di ridurre al massimo l'evaporazione, quindi rende il granulo pollinico resistente al calore.
La sporopollenina, inoltre, contribuisce all'identificazione delle diverse specie di polline sia per la forma assunta a seguito della sua deposizione sia per la presenza di granuli (detti orbicoli) esterni alla parete da essa formati.